# Georgskirche (Kleiningersheim)

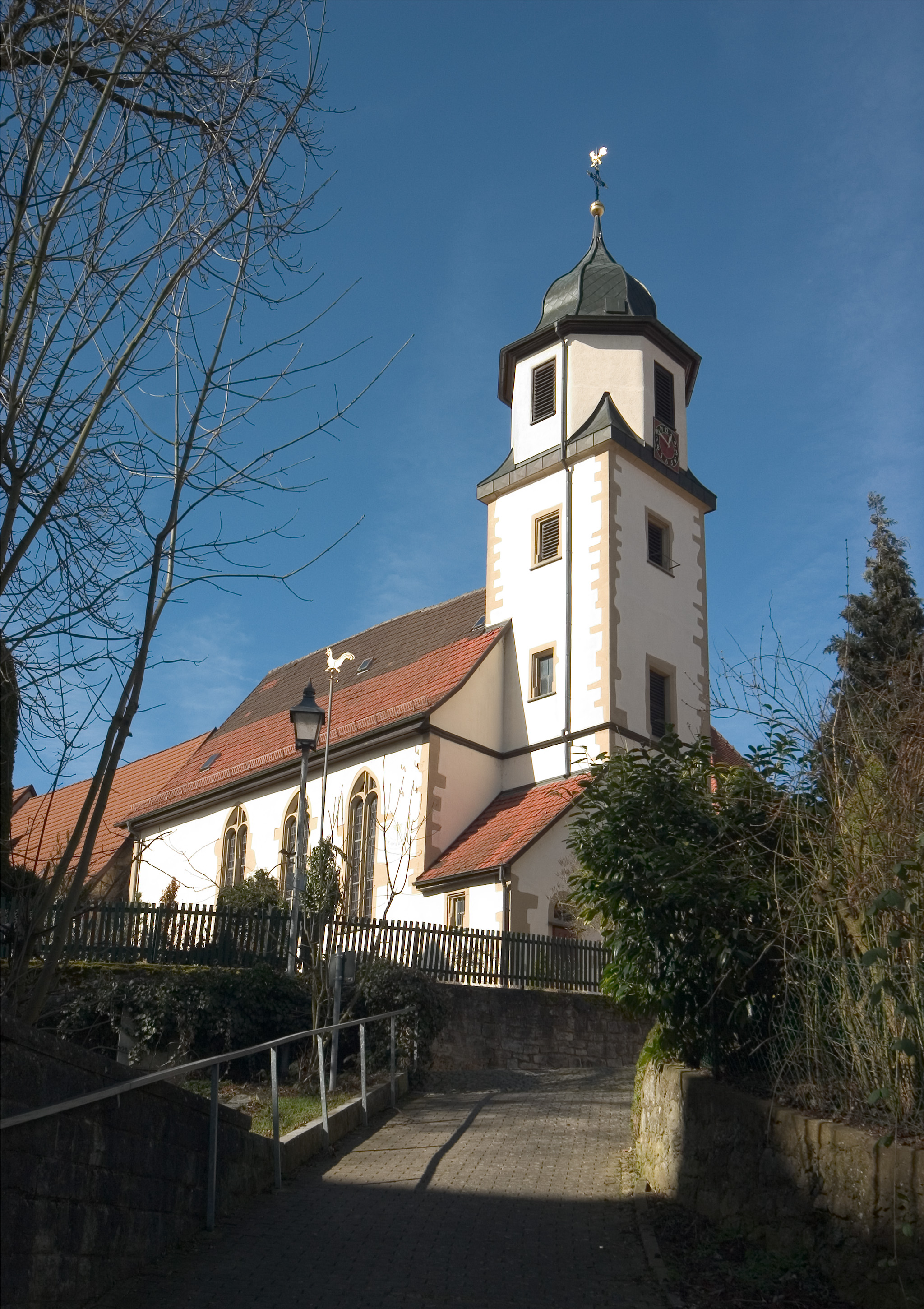
Georgskirche in Kleiningersheim

Die 1601 erbaute Georgskirche Kleiningersheim ist die protestantische Pfarrkirche des Ingersheimer Ortsteils Kleiningersheim.

## Lage
Die Kirche liegt inmitten des hochgelegenen historischen Ortskerns von Kleiningersheim etwas oberhalb des Schlosses. Ihr Turm ist vom Neckartal aus weithin sichtbar. Die Kirche ist ein Kulturdenkmal.

## Baugeschichte
Bereits im 11. Jahrhundert gab es in Kleiningersheim eine Schlosskapelle. 1591 bekam die damals 200 Einwohner zählende Gemeinde einen eigenen Pfarrer. Daraufhin wurde ein Kirchenneubau in Angriff genommen. Die Jahreszahl 1601 findet sich sowohl im Schlussstein des Chorbogens als auch hineingeschnitzt in die Kapitelle der beiden Eichenpfeiler, die die Empore tragen. Die beiden kleinen Fenster an der Nordseite tragen die Jahreszahl 1587 und stammen wohl aus der Vorgängerkirche.
Im 18. Jahrhundert wurde die Kirche mit Fresken ausgemalt. Davon ist nur im Chor links des Altars etwas übrig geblieben.
1967 bekam der zuvor fensterlose Chor ein buntes Spitzbogenfenster, das von den Geschwistern Ehmer gestiftet worden war – Kinder einer Familie, die aus Kleiningersheim in die Vereinigten Staaten ausgewandert war.

## Gebäude
Das Haupthaus hat einen fast quadratischen Grundriss und besitzt ein ziegelgedecktes Satteldach. Östlich schließt sich der schmale Chorturm an. Er ist unten quadratisch und geht unterhalb der Glockenstube in einen achteckigen Grundriss über. Er hat in den oberen drei Geschossen hohe rechteckige Fenster und ist von einer schiefergedeckten Zwiebelhaube gekrönt. In die südöstliche Ecke zwischen Haupthaus und Turm ist die Sakristei eingefügt. In Höhe des Dachtraufs des Haupthauses läuft ein Gesims um den Turm herum. Die Mauersteine an den senkrechten Kanten des ansonsten weiß gestrichenen Bauwerks sind ockergelb abgesetzt; sie beleben den Bau und betonen dessen Höhe. Die Fenster am gesamten Bauwerk sind im gleichen Ockergelb abgesetzt.
Insgesamt betrachtet hat das Gebäude mit seinen klaren, geschlossenen Formen und seinem charakteristischen Turm den Charakter einer typischen Renaissance-Kirche. Die Spitzbogenfenster im Erdgeschoss und der Spitzbogen zwischen Chor und Haupthaus gehören noch der gotischen Formensprache an.

## Ausmalung im Chor
Das Fresko links des Altars zeigt die vier Evangelisten Matthäus, Markus, Lukas und Johannes mit ihren Symbolen Menschlein, Löwe, Stier und Adler. Die Inschrift darüber lautet: „Der Prophet gilt nichts in seines Vaters Stadt“.
Das noch stärker verblasste Fresko auf der rechten Seite zeigt die Taufe Jesu im Jordan. Die Inschrift darüber lautet: „Dies ist mein geliebter Sohn, an dem ich Wohlgefallen habe.“
Im Chorgewölbe sind Sonne, Mond und Sterne gemalt. Von einem der Durchlasslöcher, durch die früher die Glockenseile liefen, geht ein gezackter Blitz aus. Die Strahlenkrone in der Mitte symbolisiert den Heiligen Geist.

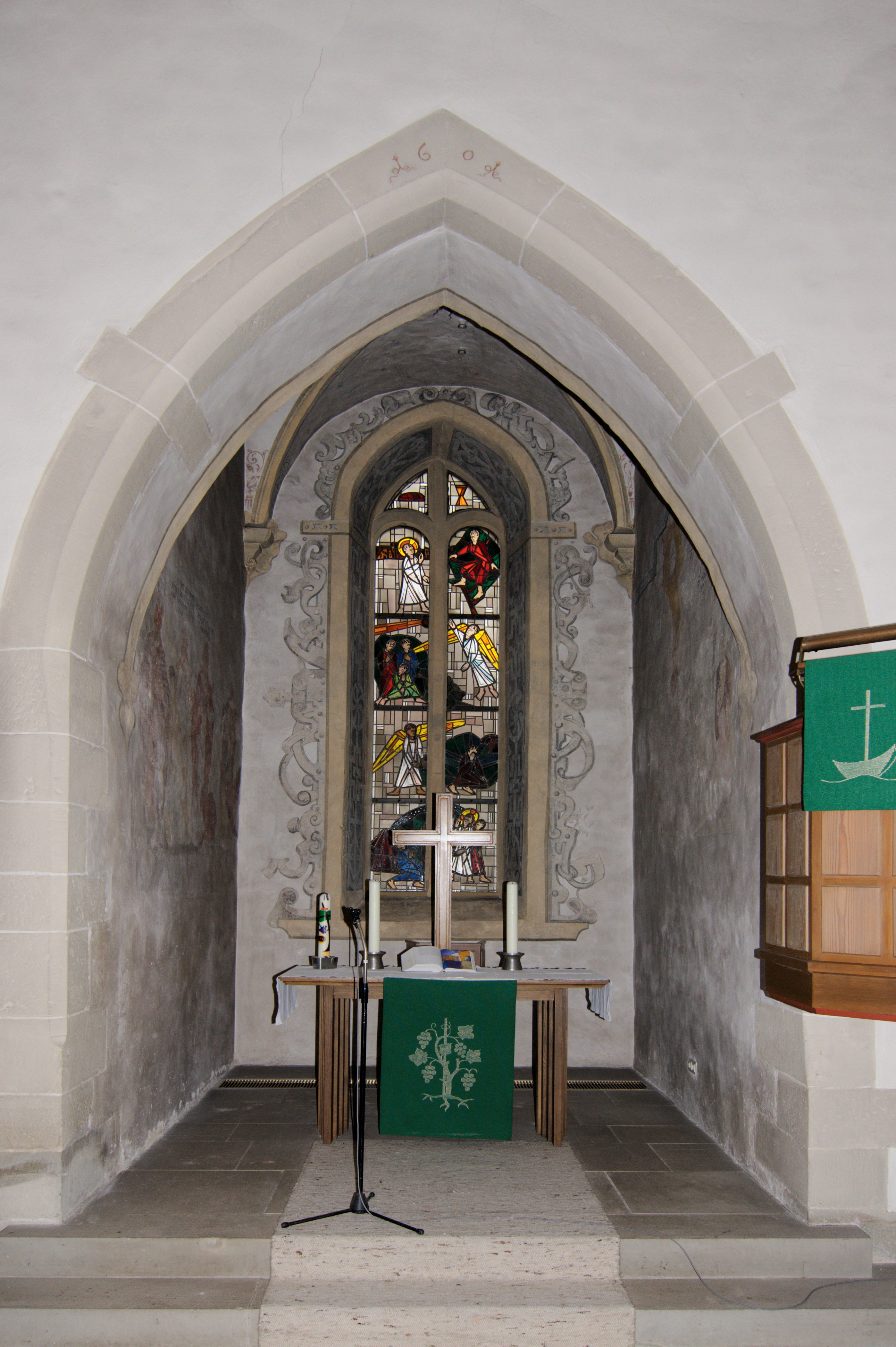
Blick in den Chor
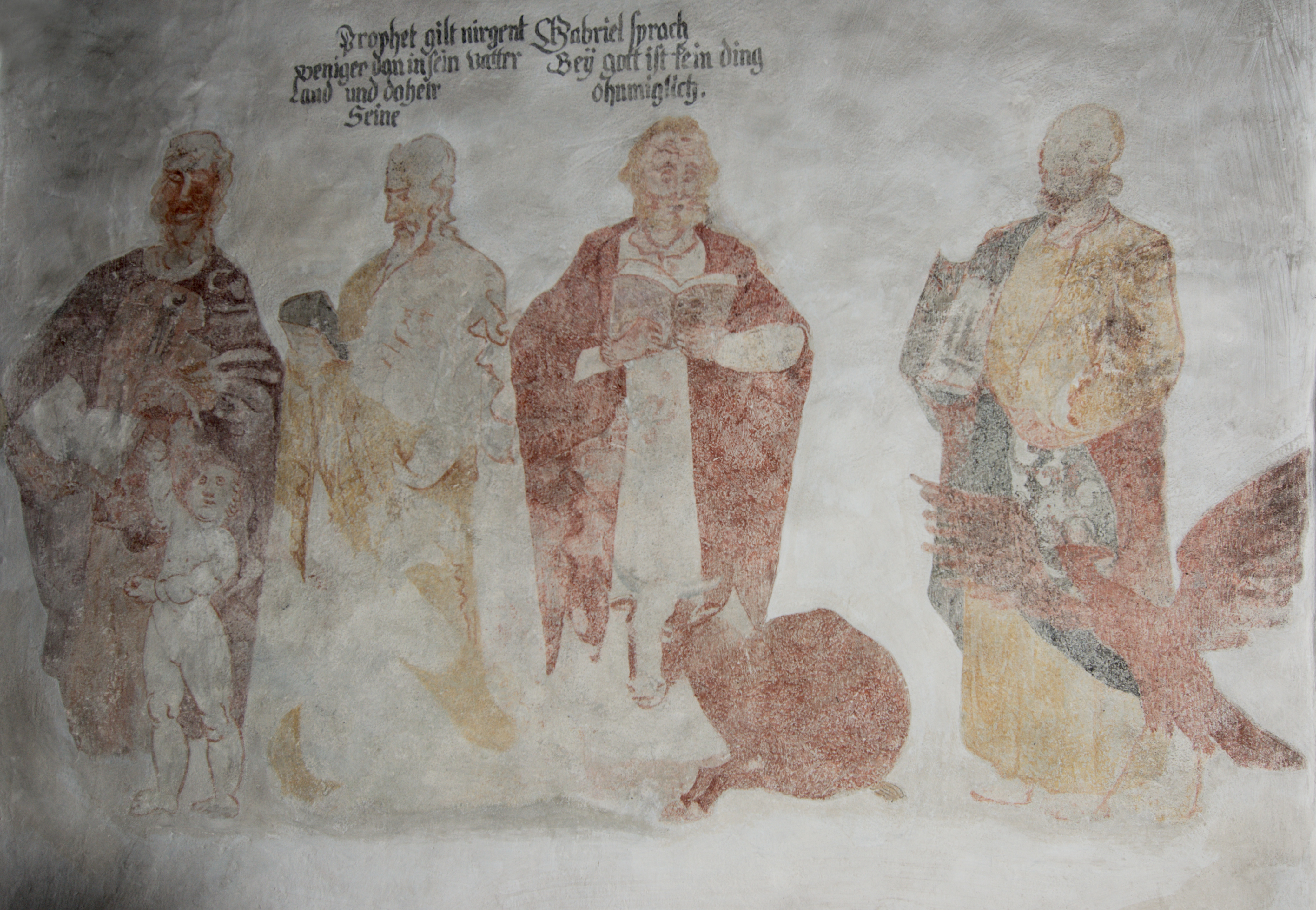
Fresko im Chor
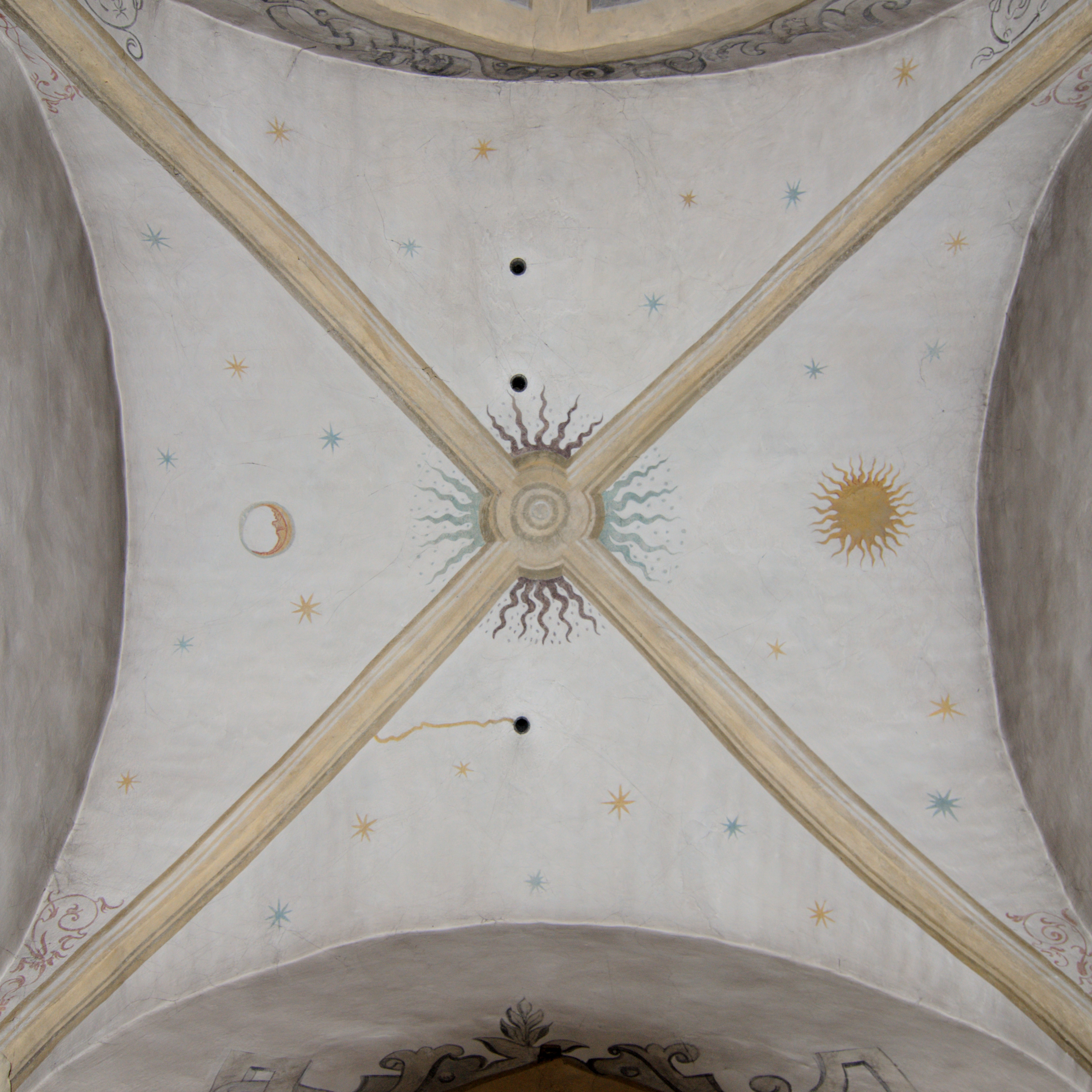
Chorgewölbe

## Sonstige Ausstattung
Die Empore aus Eichenholz nimmt den hinteren Teil des Kirchenraumes ein. Sie wird in der Mitte von zwei kunstvoll gefertigten gewundenen Säulen gestützt.
Das Epitaph von Johann Dietrich Hörner (1652–1724) hing ursprünglich im Chor, bevor er an die nördliche Seitenwand versetzt wurde. Das Kleiningersheimer Schloss war 1707–1726 im Besitz der Familie Hörner. Johann Dietrich Hörner war Landschaftskonsulent, das heißt, er hatte die Landstände rechtlich zu beraten und deren Geschäfte zu führen. Die um den Widmungstext gruppierten Medaillons stellen ihn selbst und seine Frau sowie seine beiden Töchter mit ihren Ehemännern dar. Hörner ist vermutlich im Chor der Kirche bestattet.
Der Taufstein links vor dem Chor wurde 1722 von Johann Dietrich Hörner gestiftet. Die eingravierte Inschrift oben auf dem Stein weist darauf hin.

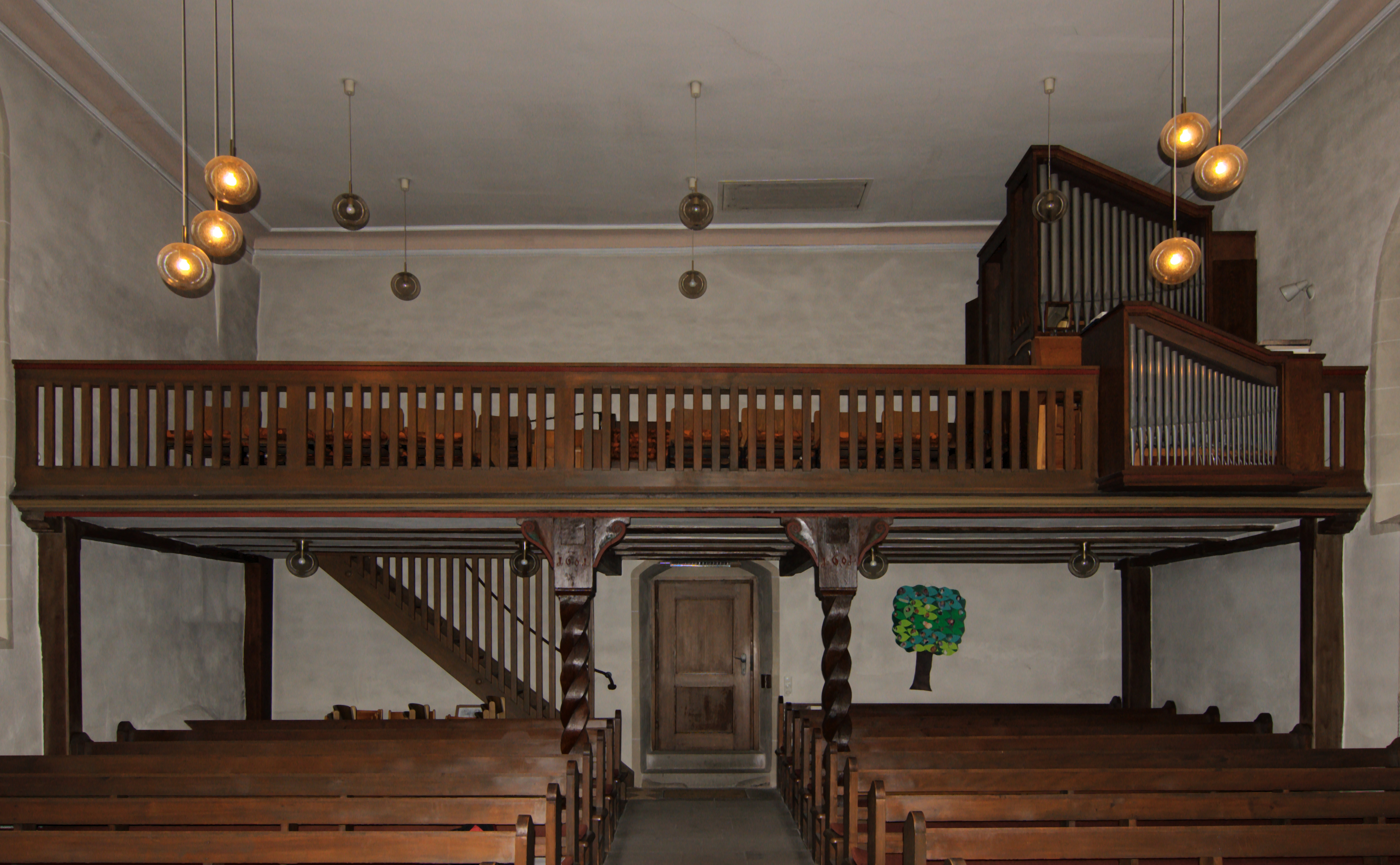
Empore
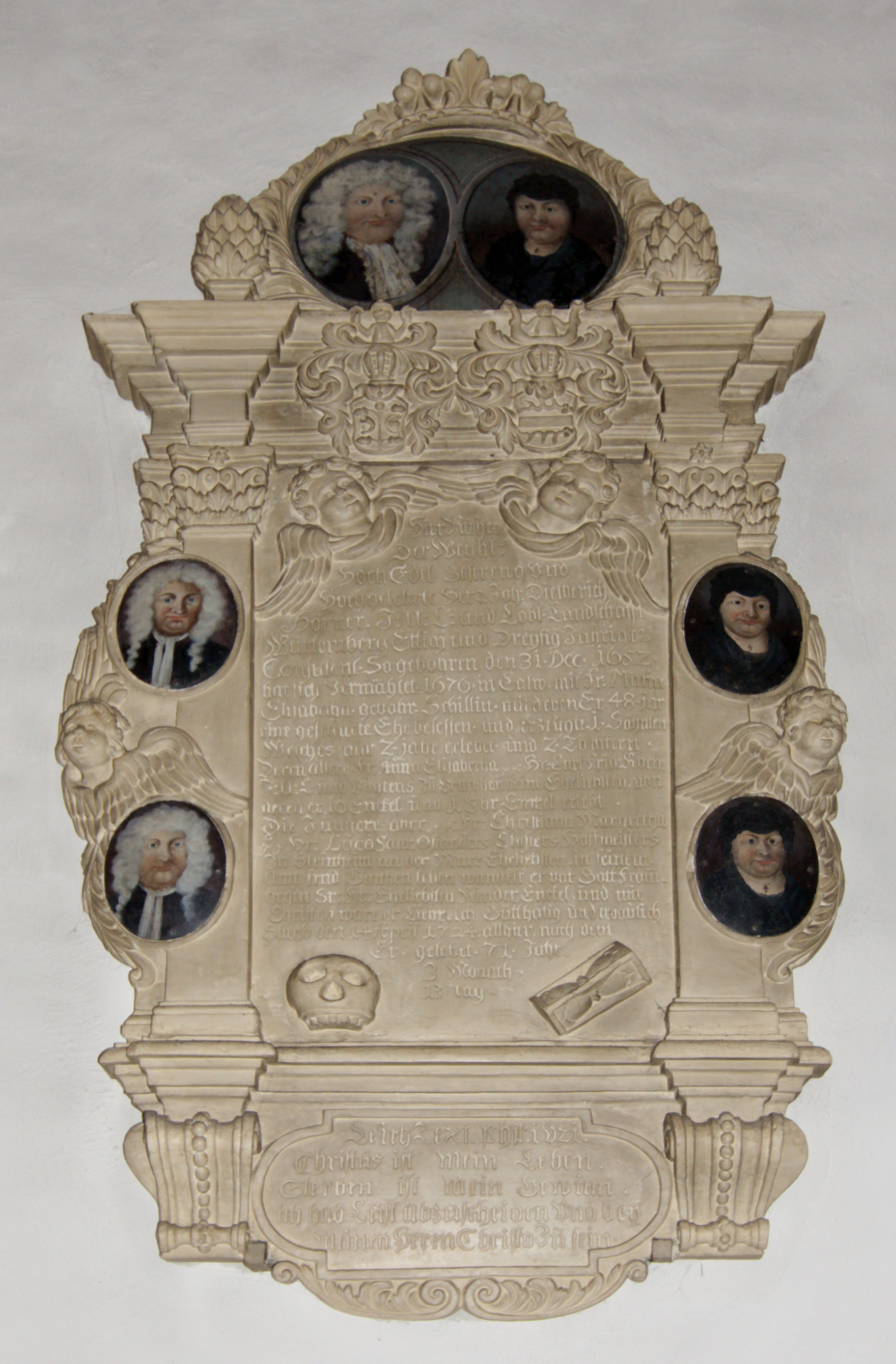
Epitaph von Johann Dietrich Hörner
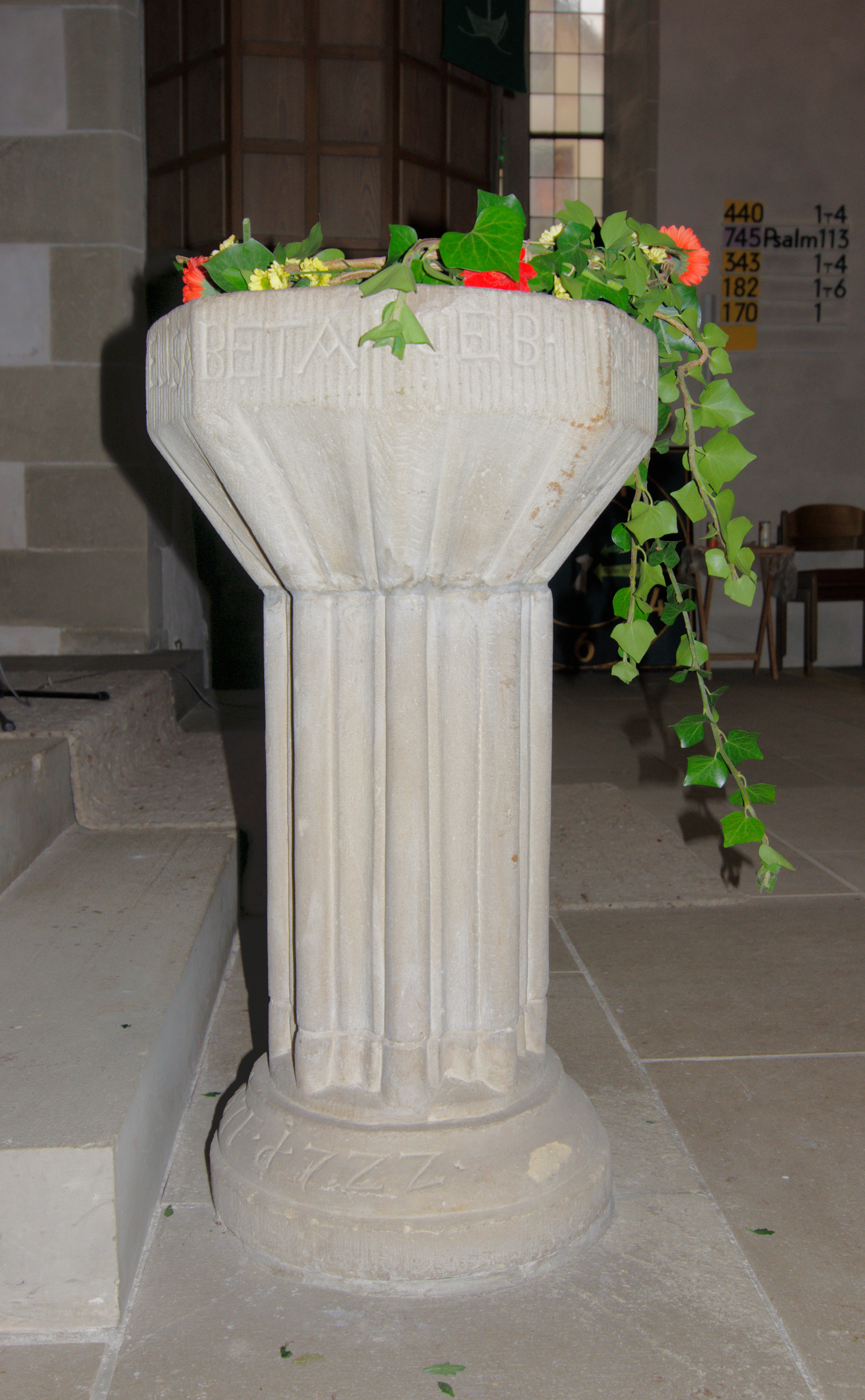
Taufbecken

## Sonstiges
Die Kirche war 2012–2013 Drehort der SWR-Fernsehserie Die Kirche bleibt im Dorf. In der Serie war sie eine katholische Kirche, dafür wurden temporär u. a. ein Beichtstuhl und Heiligenfiguren aufgestellt.